# Kőszárhegy, Fejér
Kőszárhegy  este un sat în districtul Polgárd, județul Fejér, Ungaria, având o populație de 1.531 de locuitori (2011). 

## Demografie
Componența etnică a satului Kőszárhegy
     Maghiari (96,35%)
     Romi (1,93%)
     Necunoscut (0,6%)
     Alții (1,12%)
Componența confesională a satului Kőszárhegy
     Romano-catolici (31,81%)
     Fără religie (17,77%)
     Reformați (8,62%)
     Atei (1,63%)
     Necunoscută (39,58%)
     Luterani (0,59%)
     Alte religii (3,53%)
Conform recensământului din 2011, satul Kőszárhegy avea 1.531 de locuitori. Din punct de vedere etnic, majoritatea locuitorilor (96,35%) erau maghiari, cu o minoritate de romi (1,93%). Apartenența etnică nu este cunoscută în cazul a 0,6% din locuitori. Nu există o religie majoritară, locuitorii fiind romano-catolici (31,81%), persoane fără religie (17,77%), reformați (8,62%) și atei (1,63%). Pentru 39,58% din locuitori nu este cunoscută apartenența confesională.